# 土倫主教座堂

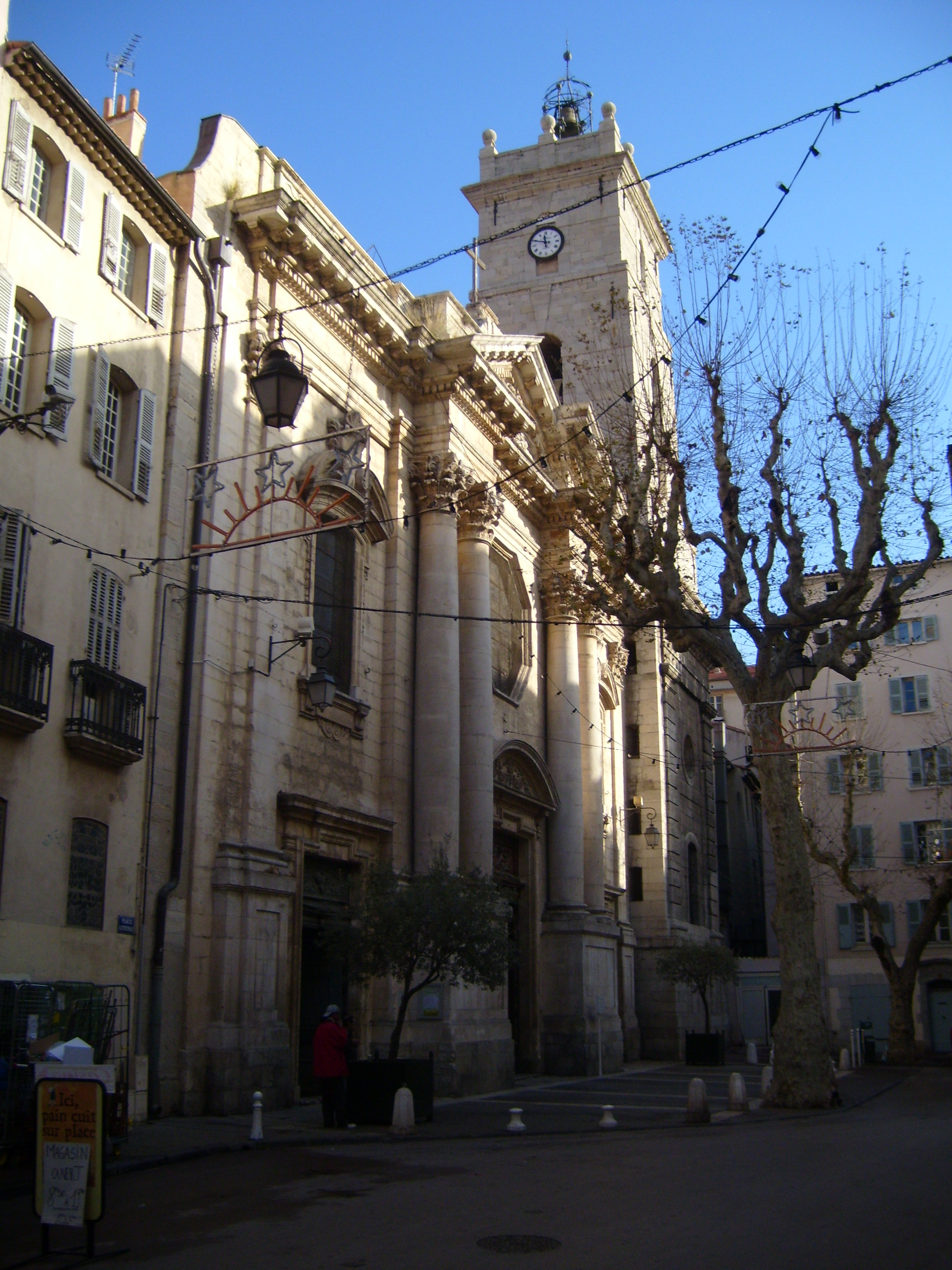
土倫主教座堂

土倫主教座堂（法語：Cathédrale Notre-Dame-de-la-Seds de Toulon）是位於法國土倫的一座羅馬天主教的教堂，也是法國的國家紀念建築。教堂開工於11世紀，竣工於18世紀。自1957年開始，土倫主教座堂就是天主教弗雷瑞斯-土倫教區的主教座堂。

## 外部連結
- Official page （页面存档备份，存于） （法文）
- Ministère de la Culture: brief note （页面存档备份，存于） （法文）
- Location of the cathedral （页面存档备份，存于）

43°7′18″N 5°56′3″E / 43.12167°N 5.93417°E